# Kunovice
Kunovice – miasto w Czechach, w kraju zlinskim, w powiecie Uherské Hradiště. Według danych z 31 grudnia 2003 powierzchnia miasta wynosiła 2 855 ha, a liczba jego mieszkańców 5 148 osób.
Odbywa się tu Pochód Królów.
W mieście jest stacja kolejowa Kunovice.

## Demografia
| Rok             | 1970  | 1980  | 1991  | 2001  | 2003  |
| --------------- | ----- | ----- | ----- | ----- | ----- |
| Liczba ludności | 5 368 | 5 558 | 5 195 | 5 152 | 5 148 |

Źródło: Czeski Urząd Statystyczny